# Atriplex billardieri
Atriplex billardieri là loài thực vật có hoa thuộc họ Dền. Loài này được (Moq.) Hook.f. mô tả khoa học đầu tiên năm 1853.